# 11876 Doncarpenter
11876 Doncarpenter (1990 EM1) là một tiểu hành tinh vành đai chính được phát hiện ngày 2 tháng 3 năm 1990 bởi E. W. Elst ở Đài thiên văn Nam Âu.